# کاسکاخارس د بوربا
کاسکاخارس د بوربا (به اسپانیایی: Cascajares de Bureba) یک شهرستان در اسپانیا است.